# Étiquette électronique de gondole
 (août 2018).
Si vous disposez d'ouvrages ou d'articles de référence ou si vous connaissez des sites web de qualité traitant du thème abordé ici, merci de compléter l'article en donnant les références utiles à sa vérifiabilité et en les liant à la section « Notes et références ».
Pour les articles homonymes, voir Étiquette et EEG.

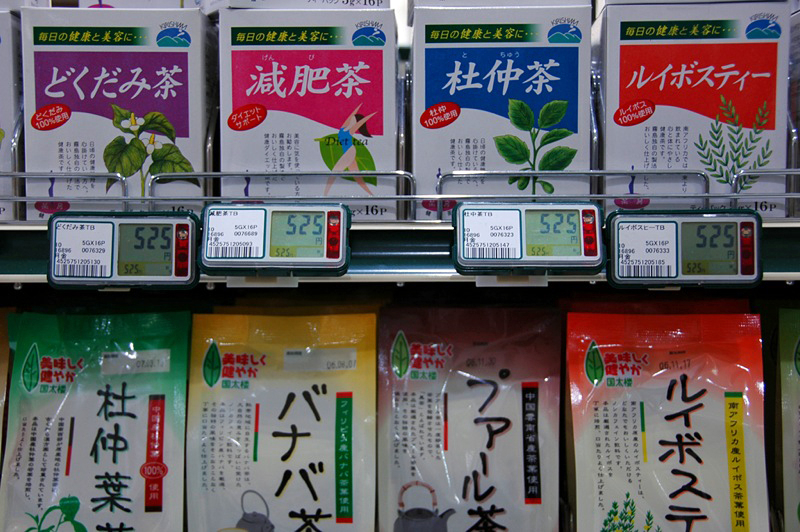
L’étiquette électronique de gondole à Tokyo

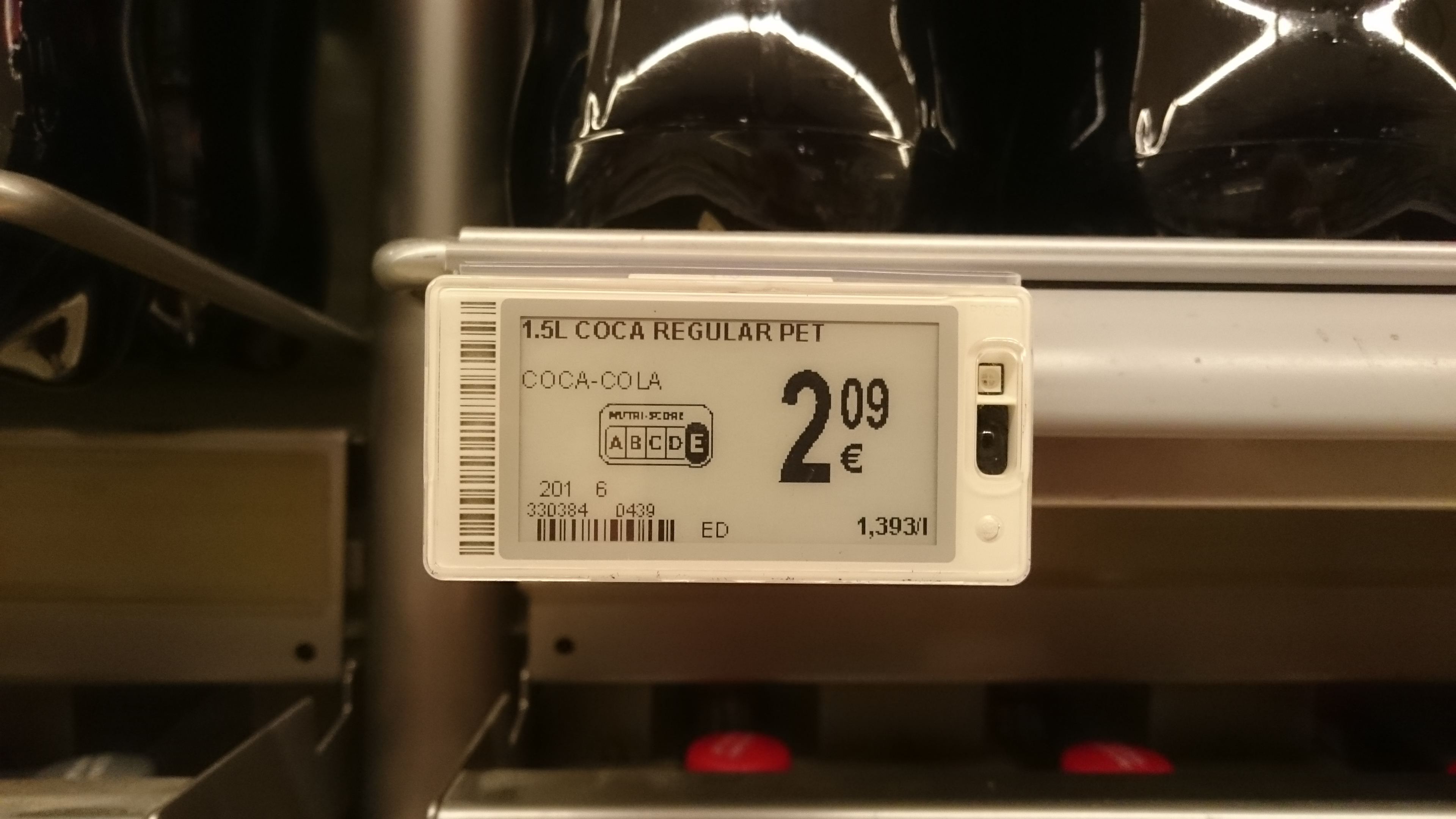
Étiquette électronique affichant le Nutri-Score d'un produit, en Belgique.

L’étiquette électronique de gondole (EEG ou en anglais ESL (Electronic Shelf Labels), ou EPL (Electronic Price Label)) remplace aujourd'hui l'étiquette papier sur les rayons dans de nombreux commerces (grandes surfaces, moyennes surfaces, pharmacies, etc.). Elle permet la mise à jour à distance des prix et donc une politique des prix plus dynamique et des stratégies promotionnelles plus agressives. 

## Fonctionnement
Le système d’étiquetage électronique de gondole se compose en général d'un PC et d'un logiciel dédié + émetteur(s) radio ou infrarouge et des étiquettes.
L’ordinateur central envoie automatiquement la mise à jour des prix sur l’ordinateur destiné à l’application (et installé dans le magasin) en même temps qu’il l’envoie aux caisses.
Ce fichier, une fois traité, est transmis à l’émetteur qui envoie les mises à jour de prix ou des informations vers les étiquettes correspondantes.  Les différentes technologies d'envoi sont : 
- les ondes radio basse fréquence (38,4 kHz)
- les ondes infrarouge
- les ondes radio haute fréquence (2,4 GHz)

## Technologies

### Écran à cristaux liquides

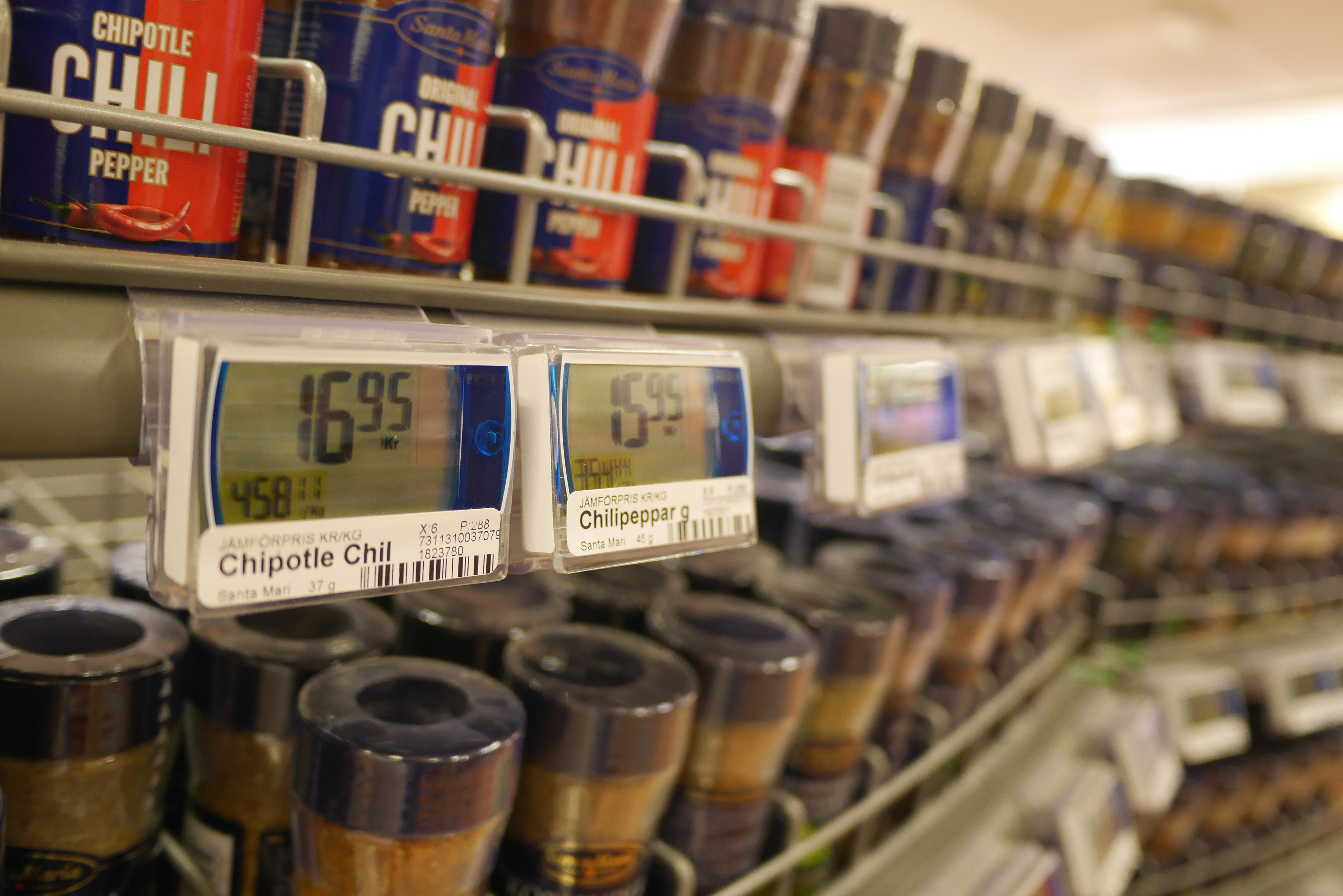
Des étiquettes électroniques LCD.

Les premières étiquettes électroniques de gondole sont basées sur un écran LCD. Le code-barres devant être imprimé et collé à côté de l'écran.
Une technologie d'affichage réfléchissant :
Utilisée pour des applications à très faible consommation d’énergie telles que les Étiquettes Électroniques de Gondole (EEG), les montres à affichage numérique, les compteurs... la technologie pixel à double transistor (DTP Dual Transistor Pixel) fait référence à une conception pixel TFT utilisant des procédés de recyclage de l'énergie.
La technologie pixel à double transistor (DTP) :
DTP consiste à ajouter une seconde grille de transistor dans la cellule TFT individuelle afin de maintenir l'affichage d'un pixel durant 1 seconde sans perte d'image ou sans endommager dans le temps les transistors TFT.
En ralentissant la fréquence de rafraîchissement standard de 60 Hz à 1 Hz, la technologie DTP augmente le rendement énergétique de plusieurs ordres de grandeur.
Brevet original international déposé en 2004 :
La technologie DTP a vu le jour dans un laboratoire de Californie et était à l'origine financée par les principaux investisseurs en capital-risque américains US VCs (US VP / Thomas Wiesel). Charles Neugerbauer (PhDs) en est l’inventeur.

### Papier électronique

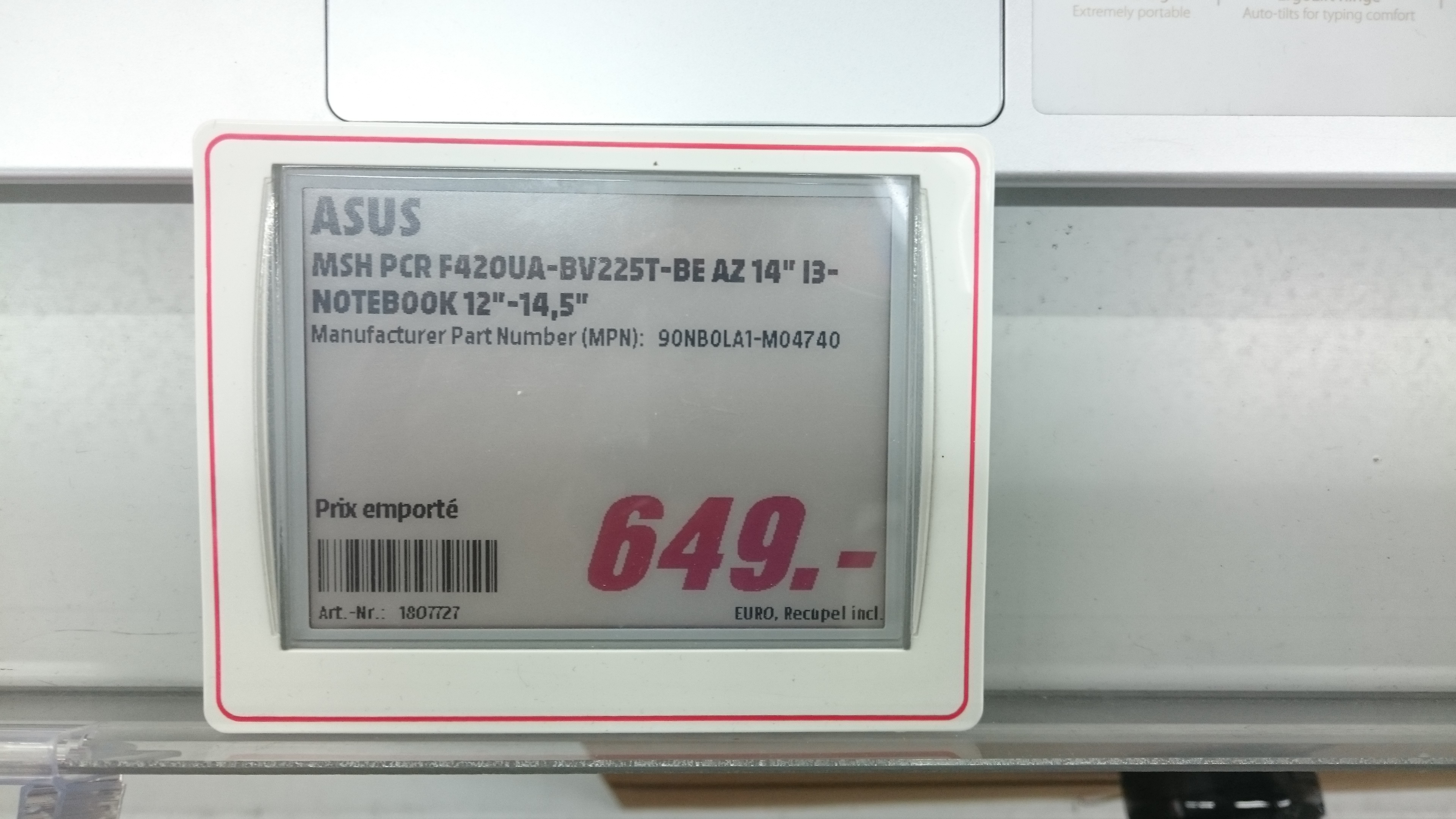
Une étiquette à papier numérique avec trois couleurs.

Les étiquettes électroniques avec écran à papier électronique, apparues plus tard, ont l'avantage de consommer moins et d'avoir un meilleur contraste, le fond étant blanc plutôt que gris. Certaines étiquettes utilisent une troisième couleur (rouge ou jaune) en plus du noir et du blanc.

## Avantages et inconvénients
L'étiquette électronique de gondole est utilisée par les commerces pour afficher et modifier à distance leurs prix sur l’ensemble de la surface de vente sans aucune intervention humaine dans les rayons. Elle permet également d'afficher les informations de prix au litre/prix au kilogramme qui sont obligatoires dans certains secteurs.
Cette solution est mise en place dans les grandes surfaces, pharmacies, commerces...  Elle est aussi utilisée, dans sa version durcie par l'industrie. Ce sont les étiquettes numériques industrielles.
Les promoteurs de cette solution mettent en avant la solution apportée aux erreurs de prix (entre le prix affiché en rayon et le prix payé à la caisse) et à la rapidité des mises à jour. Environ 8 % des produits ne sont pas scannés au bon prix au passage à la caisse en France en 2016 (favorables au consommateur dans 51 % des cas). Cependant, rien ne garantit que le prix payé à la caisse soit le même que celui vu en rayon, s'il a été modifié entre-temps. La mise à jour d'une étiquette peut être effectuée sous 3 secondes, automatiquement, dès que l'ordinateur constate une différence/modification du prix sur le serveur des prix du magasin (qui lui est relié aux caisses). La mise à jour peut aussi être manuelle et donc immédiate, ainsi qu'être paramétrée pour s'effectuer durant les heures de fermeture du magasin dans ce cas il peut avoir une différence entre le prix affiché et le prix à la caisse car la mise à jour totale du magasin se fait alors de nuit pour des raisons techniques.